# Kōta Yabu
Kōta Yabu (薮 宏太 Yabu Kōta?,  Prefectura de Kanagawa, Japón, 31 de enero de 1990) es un idol, cantante, actor y tarento japonés, conocido por ser miembro y líder del grupo Hey! Say! JUMP, así como también un exmiembro de Ya-Ya-yah.

## Biografía
Yabu nació el 31 de enero de 1990 en la prefectura de Kanagawa, Japón. El 23 de septiembre de 2001, a la edad de once años, se unió a la agencia de talentos Johnny & Associates y fue colocado en el grupo Ya-Ya-yah en ese mismo año. El grupo debutó el 15 de mayo de 2002 con un cover del sencillo Yūki 100%/Sekai ga Hitotsu ni Narumade, el cual fue usado como tema principal para la serie de anime Ninja Boy Rantaro.
Desde su ingreso a la agencia en 2001 hasta el año 2004, Yabu gozó de fama al tener la voz más aguda en la historia de Johnny's Entertainment, lo que le llevó a convertirse en el líder de Johnny's Jr. (una rama de Johnny's centrada en artistas que aún no han debutado oficialmente en una unidad o como solistas). Dos meses más tarde, fue seleccionado como el líder de Ya-Ya-yah. El grupo incluso lanzó un CD, un hecho muy inusual para miembros de Johnny's Jr. En 2004, Yabu también debutó como actor interpretando a Kōjirō Suzuki en la serie televisiva Kinpachi-sensei. Junto a sus compañeros de banda Hikaru Yaotome y Taiyō Ayukawa, Yabu fue galardonado con el premio Nikkan Sports en la categoría de mejor actor por su desempeño en Kinpachi-sensei.
El 24 de septiembre de 2007, se anunció que Yabu junto a Hikaru Yaotome abandonarían Ya-Ya-yah para unirse a Hey! Say! JUMP, dejando a Taiyō Ayukawa y Shoon Yamashita como los únicos integrantes del grupo, el cual fue disuelto tras la renuncia de Ayukawa en noviembre del mismo año. Yabu debutó de forma oficial en Hey! Say! JUMP el 14 de noviembre.

## Filmografía

### Televisión
- Taiyo no Kisetsu (julio a septiembre de 2002) como Tatsuya Tsugawa
- Kinpachi-sensei (octubre de 2004 - marzo de 2005) como Kojiro Suzuki
- Kinpachi-sensei 7th Series Ma no Saishuukai Special (30 de diciembre de 2005) como Kojiro Suzuki
- Ninkyo Helper (2009) como Takayama Mikiya
- Ninkyo Helper SP (2011) como Takayama Mikiya
- Kinpachi-sensei Final (marzo de 2011) como Kojiro Suzuki
- White Lab (abril de 2014) como Yamane Takehiko
- Uchi no Otto wa Shigoto ga Dekinai (2017) como Tatokoro Yosuke

### Show de variedades
- The Shōnen Club (2001–presente)
- Hadaka no Shounen (2002–presente)
- Ponkikees21 (2002–2004)
- Ya-Ya-yah (enero de 2003 - octubre de 2007)
- Hyakushiki (2007–2008)
- Hi! Hey! Say! (noviembre de 2007 – presente)
- YY JUMPing (octubre de 2009 – presente)
- Itadaki High JUMP (2015 – presente)

### Teatro
- Showgeki Shock (4–28 de junio de 2002)
- Playzone 2002 Aishi (14 de julio - 15 de agosto de 2002)
- Nintama Rantaro Musical (20 de julio de 2002)
- Another (4–25 de agosto de 2002)
- Shock-is Real Shock (8 de enero - 25 de febrero de 2003)
- Stand by Me (25 de julio - 10 de agosto de 2003)
- DREAM BOY (8 de enero - 5 de mayo de 2004)
- Stand by Me (16 de julio - 1 de agosto de 2004)
- Takizawa Embujyo (7 de marzo - 25 de abril de 2006)
- One!-The History of Tackey (15–28 de septiembre de 2006)
- Takizawa Embujyo 2007 (3–29 de julio de 2007)
- DREAM BOYS (4–30 de marzo de 2008)
- She Loves Me (12 de diciembre de 2009 - 31 de enero de 2010)

### Comerciales
- Fujiya Five Star (2002)
- Kick! Odaiba 2002 (2002)
- Pizza-la Super Bingo Hen (2003)
- Deca Sports - Wii (2009)

## Discografía

### Hey! Say! JUMP
- JUMP No.1 (2010)
- JUMP World (2012)
- S3art (2014)
- JUMPing Car (2015)
- DEAR (2016)
- 2007-2017 IO (2017)
- SENSE or LOVE (2018)
- PARADE (2019)
- Fab! -Music speaks.- (2020)
- FILMUSIC! (2022)

### Canciones en solitario
- "Boku wa Tada..."
- "Hoshi no Furu Toki"
- "Hoshikuzu no Beru"
- "Italia"
- "Mayonaka no Answer"
- "Angel Come To Me"
- "Jewel Star"
- "Asu e" (Lyrics por Yabu)
- "Arashi no Carnival"
- "Rain Dance"
- "Next Dream"
- "My Everything"
- "Ikujinashi" (DREAM BOYS Ver.)
- "Chikai no Sora" (Lyrics por Yabu)
- "Tears and Smile" (Dueto con Hikaru Yaotome - Lyrics por Yabu; composición de Yaotome)
- "Original Iro" (Dueto with Yaotome)
- "Score" (Canción de Hey! Say! BEST - Lyrics por Yabu; Rap por Yaotome)
- "Oto" (Colaboración con Kei Inoo)
- "Dreamer" (Canción de Hey! Say! JUMP - Lyrics por Yabu)
- "Screw" (Canción de Hey! Say! BEST - Lyrics por Yabu)
- "Snap" (Canción de Hey! Say! BEST - Lyrics por Yabu)
- "School Kakumei" (Canción de Hey! Say! JUMP song - Lyrics por Yabu)